# Teja árabe

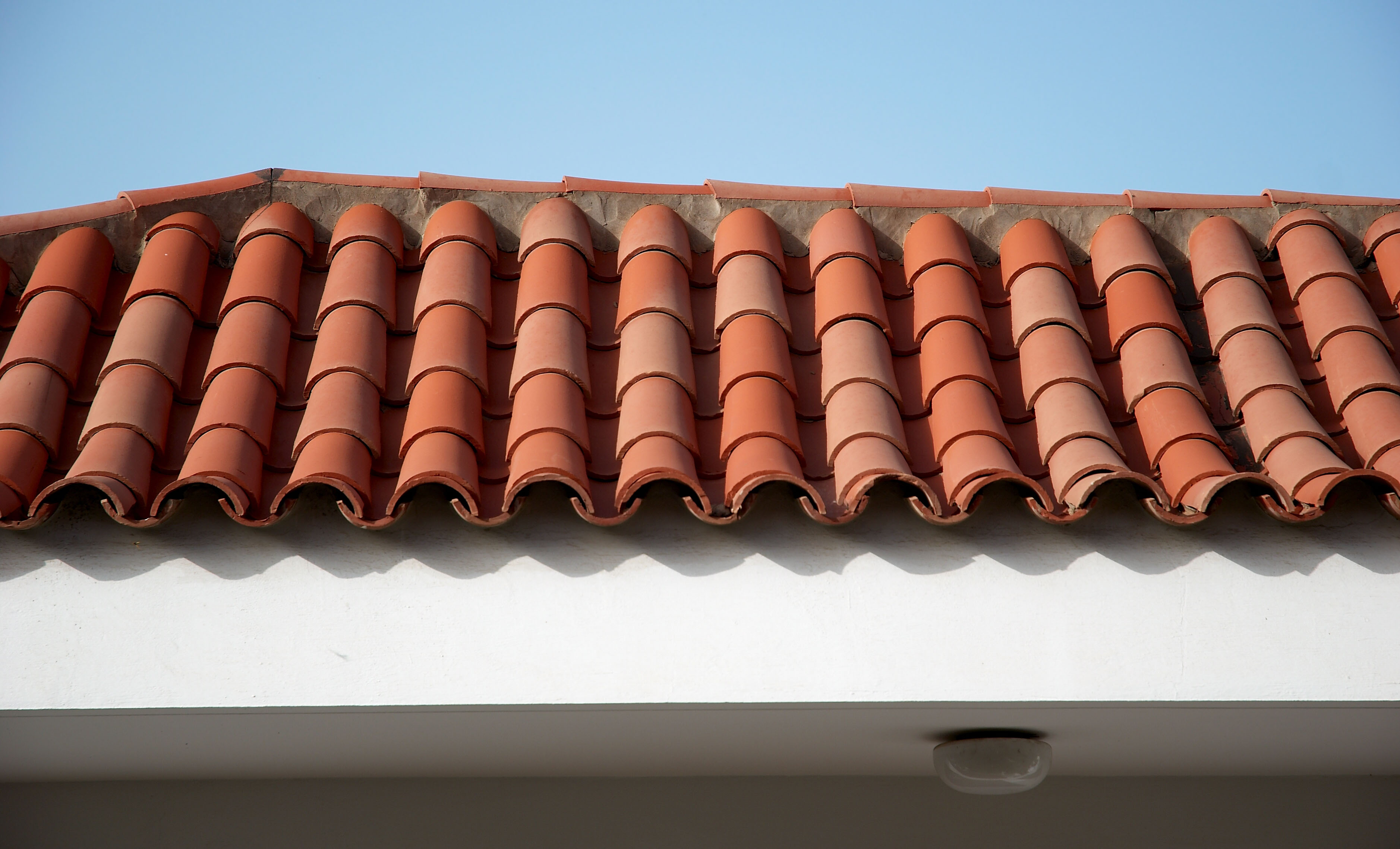
Tejas árabes dispuestas en un tejado.

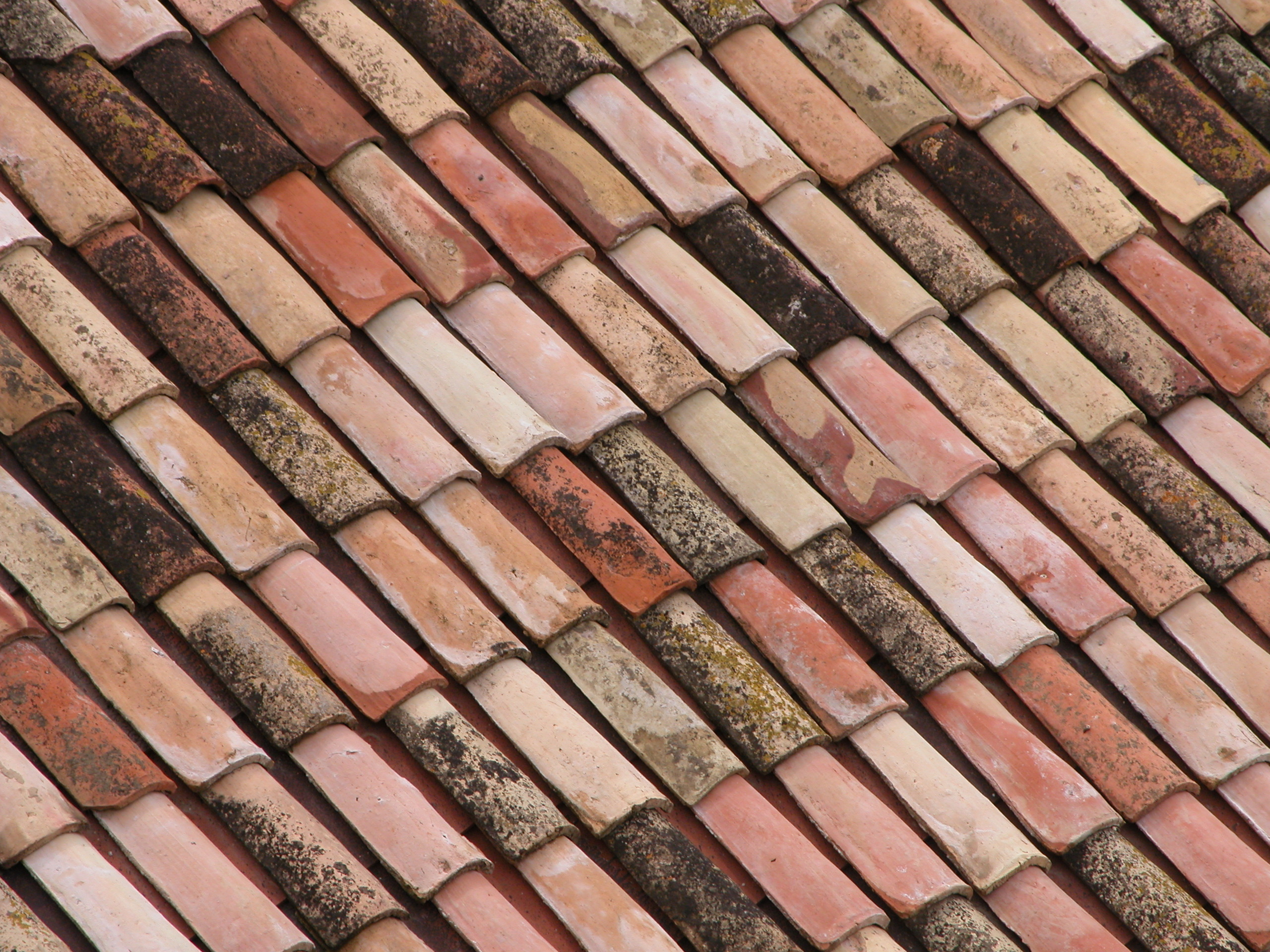
Tejas árabes.

La teja árabe (denominada también teja alomada o lomuda) es un tipo de teja empleada en tejados inclinados, para dejar escurrir el agua de lluvia. Son de forma troncocónica, obtenida al dar curvatura a un trapecio isósceles. 
Suele cubrir un área aproximada de unas 27 piezas/m² (con un solapamiento del 20 % de la longitud de las mismas como mínimo). Las dimensiones más corrientes son 45 cm de largo, por 21 y 16 de ancho y 8 de alto. Cada unidad posee un peso de 2 kg. También existen modelos más pequeños. 
El material utilizado en su elaboración suele ser barro cocido. Se distinguen claramente de la teja escama para tejados curvos, de las planas y de las tejas de cañón en que estas últimas poseen una forma cilíndrica.

## Historia
A pesar de su nombre común, su origen es romano, desarrollándose durante el bajo imperio (siglos IV-V) a partir del ímbrice de la teja romana clásica.  
Durante la Edad Media se utilizó intensamente en todo el mediterráneo norte, tanto en dominios cristianos como musulmanes, mientras que en el norte de África se utilizaban principalmente cubiertas planas. En la península itálica, donde tanto la teja cerámica curva actual como el ímbrice romano se conoce como coppo, se desarrollaron distintas variantes regionales, coppo veneto, coppo fiorentino, coppo romano, etc con pequeñas variaciones de dimensión y geometría en cada una de los estados en que estaba dividida en la Edad Media. En la península ibérica la teja cerámica curva se desarrolló intensamente en todo el territorio de Al-Ándalus, motivo por el que adquiere su nombre popular. 
En el siglo XVI comienzan a exportarse masivamente a América desde España, registrándose por miles de unidades en los galeones que viajaban a aquel continente. Durante los primeros 25 años del siglo se exporta todo tipo de teja curva, mientras que en los años posteriores, y a medida que los talleres locales empezaron a fabricar tejas cerámicas en territorio americano, los cargamentos se limitan a la llamada teja fina (esmaltada o vidriada) de Sevilla. A mediados de siglo XVI desapareció este comercio, pues la producción local ya era autosuficiente.A partir de ese momento se convierte en el material de impermeabilización de cubierta más frecuente en la arquitectura tradicional.

## Nomenclatura
Su nombre técnico es teja cerámica curva, mientras que su nombre popular es teja curva, teja misión o teja árabe.
La colocada con la concavidad hacia arriba se denomina canal, y la que se coloca encima y a caballo se denomina cobija. Aunque ambas son idénticas, y su nombre depende exclusivamente de la posición, los tejadores tradicionales seleccionan para canales las tejas mejor cocidas y por ende más impermeables, lo que evalúan por el sonido que producen al golpearlas con los nudillos.

## Características
Se coloca en techos o cubiertas inclinadas, en hiladas siguiendo las líneas de máxima pendiente. Las hiladas son alternativas con su parte cóncava hacia arriba (la canal) y la convexa hacia abajo (la cobija). No deben ir amorteradas a excepción de las hiladas de borde,  para permitir al tejado moverse a raíz de las dilataciones y contracciones. Es frecuente verlas en la arquitectura vernácula de la península ibérica, así como en otros países y regiones del mundo.